# 日本共産党第27回大会
日本共産党第27回大会（にほんきょうさんとうだいにじゅうななかいたいかい）は、2017年（平成29年）1月15日から同18日にかけて、静岡県熱海市の党研修施設である伊豆学習会館で行われた、日本共産党の党大会である。

## 概要
2014年以来3年ぶりに開催。2014年の総選挙、2015年の統一地方選挙、2016年の参議院議員選挙での躍進、前進と「野党と市民との共闘」との進展を受けての大会となった。
今大会では民共共闘に代表される非自民連携を組む野党各党の党首級を初めて来賓として迎えることにし、民進党代表代行安住淳、自由党代表小沢一郎、社民党党首吉田忠智と、参院内会派沖縄の風代表でもある沖縄社会大衆党前委員長糸数慶子が出席、あいさつした。

## 役員人事
中央委員164名、准中央委員50名の計214人からなる第27期中央委員会が編成された。
前回大会後、2016年（平成28年）4月の第26期第5回中央委員会総会で書記局長に就任した小池晃と、副委員長になった田村智子の2名はそれぞれ再任された。

また、他党の政務調査会に相当する書記局政策委員会が一層重視されることになり、責任者に衆議院議員の笠井亮が就いた。副責任者を務める参議院議員の辰巳孝太郎（大阪府選挙区選出）は、新たに常任幹部会委員に選任された。

なお、国会議員9人が准中央委員に選任され、党所属国会議員全員が中央役員になったが、理論担当副委員長の浜野忠夫は「今後さらに国会議員が多数増えた場合、早くそうなる（中央役員に就く）ことが望ましいがその際すべての国会議員を中央役員にするということではない」と述べており、国会議員でも一切特別視しないとする党役員人事の根幹は堅持していく方針を示した。
- 中央委員会議長：空席
- 幹部会委員長：志位和夫
- 中央委員会書記局長：小池晃
- 幹部会副委員長：浜野忠夫、市田忠義、緒方靖夫、山下芳生、広井暢子、田村智子